# Яндекс.Нерухомість
Яндекс.Нерухомість — заборонений в Україні сервіс Яндекса для пошуку оголошень про здачу в оренду і продаж нерухомості. Сервіс відкрито у грудні 2010 року.

## Принцип роботи
Сервіс збирає оголошення, опубліковані на спеціалізованих сайтах, дошках оголошень і міських порталах. Оновлення бази даних відбувається постійно, тому нові оголошення практично відразу потрапляють на сервіс.
Доступний пошук з урахуванням місця розташування, бажаного поверху та обмеження за ціною, а також наявності або відсутності посередників. При пошуку оголошень за допомогою Яндекс.Нерухомості за умовчанням підбираються об'єкти в регіоні користувача.